# Cervera del Rincón
Cervera del Rincón es una localidad española perteneciente al municipio de Pancrudo, en la provincia de Teruel, comunidad autónoma de Aragón. En 2018 contaba con 12 habitantes.

## Toponimia
Aparece en los registros como  Cervera de Pancrudo desde 1382 a 1414, Cervera, desde 1495 a 1873 y Cervera del Rincón desde 1877.

## Geografía
Se ubica en la vertiente sur de sierra de la Costera, en la vaguada del río de las Parras, tributario del río Martín. 

## Historia
Fue parte de la Sexma de Barrachina de la Comunidad de Daroca. Pagaba los diezmos y primicias a la iglesia de San Andrés de Daroca.
A mediados del siglo XIX, el lugar, por entonces con ayuntamiento propio, contaba con una población censada de 150 habitantes. La localidad aparece descrita en el sexto volumen del Diccionario geográfico-estadístico-histórico de España y sus posesiones de Ultramar de Pascual Madoz de la siguiente manera:

CERVERA DEL RINCÓN: l. con ayunt. en la prov. y adm. de rent. de Teruel (8 leg.), part. jud. de Segura (3), dióc., aud. terr. y c. g. de Zaragoza (16): sit. en un llano circundado de montes en forma de un semicírculo: su clima es templado y saludable. Tiene 30 casas, ademas la municipal; una escuela de niños concurrida por 22 alumnos y dotada con 500 rs. anuos; una igl. parr. (Ntra. Sra. de la Asuncion) servida por un cura cuya vacante se provee en concurso; el cementerio está sit. en parage ventilado; los vec. se surten del agua de 2 fuentes que hay en el l., una de ellas conducida 400 pasos por caños donde tiene origen. En los afueras al N. á 100 pasos de la pobl. hay una ermita bajo la advocacion de San Clemente; y otra á la parte S. sobre 200, llamada Nra. Sra. del Pilar. Confina el térm. N. las Cuevas (2); E. Rillo (1 1/2); S. Pancrudo (id.), y O. Las Parras. El terreno es quebrado y medianamente productivo; tiene montes poblados de arbolado y pastos; emanan de los mismos 6 fuentes. caminos: son locales: el correo se recibe de Calamocha por balijero. prod.: trigo, cebada, avena; se cria ganado lanar, caza de liebres y perdices. comercio: esportacion de lanas y ganado, é importacion de otros art. pobl.: 44 vec., 150 alm. contr. (V. art. de part.)
(Madoz, 1847, pp. 358-359)

## Demografía
| Gráfica de evolución demográfica de Cervera del Rincón entre 1842 y 1960 |
| |
| Población de derecho según los censos de población del INE Población de hecho según los censos de población del INEEn estos censos se denominaba Cervera: 1842, 1857 y 1860 Entre el censo de 1970 y el anterior, este municipio desaparece porque se integra en el municipio 44177 (Pancrudo) |